# グレイテスト・ヒッツ (ZZトップのアルバム)
『グレイテスト・ヒッツ』（Greatest Hits）は、アメリカ合衆国のロック・バンド、ZZトップのベスト・アルバム。1992年にワーナー・ブラザース・レコードから発売された。

## 背景
18曲16曲は『トレス・オンブレス』（1973年）から『リサイクラー』（1990年）までのアルバムで発表された曲だが、「レッグス」はアルバム『イリミネイター』（1983年）のヴァージョンとは異なり、本作に初収録されたヴァージョンである。また、「タッシュ」「真珠の首飾り」「ラ・グランジェ」「チューブ・スネイク・ブギー」の4曲はリミックス及びリマスターが施され、オリジナル・ヴァージョンとは異なる。
「ビバ・ラスヴェガス」は、ドク・ポーマスとモルト・シューマンがエルヴィス・プレスリーのために書き下ろした曲のカヴァーで、本作に初収録された。「ガン・ラヴ」はオリジナルの新曲。

## 反響
バンドの母国アメリカではBillboard 200で9位に達し、1992年6月にはRIAAによってゴールドディスクに認定され、2000年8月には3×プラチナに認定されている。全英アルバムチャートでは20週チャート圏内に入り、最高5位を記録。
シングル「ビバ・ラスヴェガス」は『ビルボード』のメインストリーム・ロック・チャートでは16位を記録し、全英シングルチャートでは10位に達した。また、「ガン・ラヴ」『ビルボード』のメインストリーム・ロック・チャートにおいて8位を記録。

## 収録曲
特記なき楽曲はビリー・ギボンズ、ダスティ・ヒル、フランク・ベアードの共作。
1. ギミ・オール・ユア・ラヴィン "Gimme All Your Lovin' " – 3:59
  - アルバム『イリミネイター』（1983年）より。
2. シャープ・ドレスト・マン "Sharp Dressed Man" – 4:13
  - アルバム『イリミネイター』（1983年）より。
3. ラフ・ボーイ "Rough Boy" – 4:50
  - アルバム『アフターバーナー』（1985年）より。
4. タッシュ "Tush" – 2:14
  - アルバム『ファンダンゴ!』（1975年）より。
5. マイ・ヘッズ・イン・ミシシッピ "My Head's in Mississippi" – 4:21
  - アルバム『リサイクラー』（1990年）より。
6. 真珠の首飾り "Pearl Necklace" – 4:01
  - アルバム『エル・ロコ』（1981年）より。
7. アイム・バッド、アイム・ネーションワイド "I'm Bad, I'm Nationwide" – 4:45
  - アルバム『皆殺しの挽歌』（1979年）より。
8. ビバ・ラスヴェガス "Viva Las Vegas" (Doc Pomus, Mort Shuman) – 4:47
  - 本作に初収録。
9. ダブルバック "Doubleback" – 3:53
  - アルバム『リサイクラー』（1990年）より。
10. ガン・ラヴ "Gun Love" – 3:43
  - 本作に初収録。
11. アンダー・プレッシャー "Got Me Under Pressure" – 3:59
  - アルバム『イリミネイター』（1983年）より。
12. ギヴ・イット・アップ "Give It Up" – 3:32
  - アルバム『リサイクラー』（1990年）より。
13. チープ・サングラス[14] "Cheap Sunglasses" – 4:46
  - アルバム『皆殺しの挽歌』（1979年）より。
14. スリーピング・バッグ "Sleeping Bag" – 4:02
  - アルバム『アフターバーナー』（1985年）より。
15. プラネット・オブ・ウイメン "Planet of Women" – 4:04
  - アルバム『アフターバーナー』（1985年）より。
16. ラ・グランジェ "La Grange" – 3:51
  - アルバム『トレス・オンブレス』（1973年）より。
17. チューブ・スネイク・ブギー "Tube Snake Boogie" – 3:02
  - アルバム『エル・ロコ』（1981年）より。
18. レッグス（ニュー・ヴァージョン） "Legs" – 4:31
  - アルバム『イリミネイター』（1983年）からの曲のダンス・ヴァージョン。

## 参加ミュージシャン
- ビリー・ギボンズ - ボーカル、 ギター
- ダスティ・ヒル - ボーカル、ベース
- フランク・ベアード - ドラムス、パーカッション